# Валье-де-Лекрин
Валье-де-Лекрин (исп. Valle de Lecrín) — район (комарка) в Испании, входит в провинцию Гранада в составе автономного сообщества Андалусия.
Имеет площадь 461 км², население 23 392 человека. Граничит с комарками Вега-де-Гранада на севере, Альпухарра-Гранадина на востоке, Коста-Тропикаль на юге и Алама на западе.
Названия получила по долине Лекрин. Во времена арабского владычества местность была известна как iqlīm al-qaṣb, «область [сахарного] тростника». После Реконкисты регион обезлюдел и был заново заселён переселенцами из королевств Хаэн, Кордова, Галисия.

## Муниципалитеты
В состав комарки входит 8 муниципалитетов:
1. Альбуньуэлас
2. Дуркаль
3. Лекрин
4. Нигуэлас
5. Падуль
6. Эль-Пинар
7. Эль-Валье
8. Вильямена